# Türkiye 3. Futbol Ligi 1979/80
Die Türkiye 3. Futbol Ligi 1979/80 war die 13. Spielzeit der dritthöchsten türkischen Spielklasse im professionellen Männer-Fußball. Sie wurde am 26. August 1979 mit dem 1. Spieltag begonnen und am 25. Mai 1980 mit dem 28. und letzten Spieltag abgeschlossen. Wegen der geringen Mannschaftszahl wurde die Saison in eine Herbst- und Frühjahrssaison unterteilt, dadurch spielten die Teams einen doppelten Meisterschaftsdurchgang mit Hin- und Rückspielen aus, was bedeutete, dass jede Mannschaft im Laufe einer Saison viermal gegen jede andere Mannschaft antrat.
Die Spielzeit wurde erst mit Auf- und Abstieg ausgespielt. Zum Saisonende wurde im Nachhinein beschlossen, dass in der Saison 1980/81 im türkischen Profifußball die dritthöchste Spielklasse, die 3. Lig, abgeschafft werden und alle in der 3. Lig vorhandenen Mannschaften in die nächsthöhere Liga, in die 2. Lig, übernommen werden sollen. Damit war die 3. Lig 1979/80 die vorerst letzte Saison der 3. Lig, bis zur Wiedereinführung der Liga zum Sommer 1984 mit der Türkiye 3. Futbol Ligi 1984/85.

## Austragungsmodus
Die Liga wurde wie in der Vorsaison als zweigleisige Liga ausgespielt. Erst in der Vorsaison war die bisher dreigleisig ausgetragene Liga in eine zweigleisige reduziert wurden. Für die vier Aufsteiger der Vorsaison kamen die drei Zweitligaabsteiger hinzu. Für sechs Absteiger in die regionale Amateurliga kamen währenddessen durch das Fehlen von Aufsteigern aus dieser Amateurliga keine Mannschaften hinzu. So nahm die Gesamtmannschaftszahl im Vergleich zur Vorsaison um sieben Teams ab. Die beiden Gruppen wurden im Gegensatz zur Vorsaison nicht mehr als Gruppe Rot und Gruppe Weiß bezeichnet, sondern als Gruppe A und Gruppe B und mit acht bzw. zehn Teams konzipiert. Ursprünglich sollten wie in der Vorsaison die beiden Erst- und Zweitplatzierten beider Gruppen direkt in die 2. Lig aufsteigen. Der Tabellenletzte der aus acht Teams bestehenden Gruppe A und die beiden Letztplatzierten der Gruppen B sollten währenddessen in die regionale Amateurliga absteigen.
Zu Saisonbeginn waren zu den von der vorherigen Saison verbleibenden 13 Mannschaften die drei Absteiger aus der 2. Lig Gençlerbirliği Ankara, Konyaspor und Beykozspor, sowie aus der regionalen Amateurliga Kütahyaspor und Adalet SK hinzugekommen.
Tarsus İdman Yurdu (Gruppe A) und Izmirspor (Gruppe B) erreichten in ihren Gruppen die Meisterschaft der 3. Lig und damit den direkten Aufstieg in die 2. Lig. Die beiden Zweitplatzierten Hatayspor (Gruppe A) und Karagümrük SK (Gruppe B) erreichten ebenfalls den direkten Aufstieg in die 2. Lig.
Zum Saisonende standen der Gruppe A Çorumspor und aus der Gruppe B Karşıyaka SK, Adalet SK als Absteiger in die regionale Amateurliga fest.
Nachdem die Saison zu Ende gespielt und alle Auf- bzw. Absteiger feststanden, entschied der Türkische Fußballverband die 3. Lig aufzulösen. So wurde die 3. Lig mit der 2. Lig zusammengelegt. Die erweiterte 2. Lig sollte dann zukünftig dreigleisig und regionalspezifisch ausgespielt werden. Als Grund für diese Umstrukturierung wurden die steigenden Kosten für die Auswärtsspiele, die Schwierigkeiten, die aufgrund des unzureichenden Straßennetzes entstanden, und die hohen Flugkosten genannt. Später entschied der nationale Fußballverband auf eine viergleisige Liga überzugehen.

## Gruppe A (A Grubu)

### Abschlusstabelle
| Pl. | Verein                    | Sp. | S  | U  | N  | Tore    | Diff. | Punkte |
| --- | ------------------------- | --- | -- | -- | -- | ------- | ----- | ------ |
| 1.  | Tarsus İdman Yurdu        | 28  | 17 | 5  | 6  | 043:250 | +18   | 39:17  |
| 2.  | Hatayspor                 | 28  | 11 | 10 | 7  | 029:290 | ±0    | 32:24  |
| 3.  | Erzincanspor              | 28  | 10 | 8  | 10 | 025:350 | −10   | 28:28  |
| 4.  | Malatyaspor               | 28  | 12 | 3  | 13 | 034:320 | +2    | 27:29  |
| 5.  | Konyaspor (A)             | 28  | 10 | 5  | 13 | 032:330 | −1    | 25:31  |
| 6.  | Tokatspor                 | 28  | 10 | 5  | 13 | 026:310 | −5    | 25:31  |
| 7.  | Gençlerbirliği Ankara (A) | 28  | 8  | 8  | 12 | 028:280 | ±0    | 24:32  |
| 8.  | Çorumspor                 | 28  | 11 | 2  | 15 | 020:240 | −4    | 24:32  |

Platzierungskriterien: 1. Punkte – 2. Tordifferenz – 3. geschossene Tore – 4. Direkter Vergleich (Punkte, Tordifferenz, geschossene Tore)
| (A) | Absteiger aus der 2. Lig 1977/78 |

## Gruppe B (B Grubu)

### Abschlusstabelle
| Pl. | Verein          | Sp. | S  | U  | N  | Tore    | Diff. | Punkte |
| --- | --------------- | --- | -- | -- | -- | ------- | ----- | ------ |
| 1.  | İzmirspor       | 36  | 17 | 13 | 6  | 045:270 | +18   | 47:25  |
| 2.  | Karagümrük SK   | 36  | 15 | 13 | 8  | 044:260 | +18   | 43:29  |
| 3.  | Beykozspor (A)  | 36  | 15 | 12 | 9  | 028:270 | +1    | 42:30  |
| 4.  | Kırklarelispor  | 36  | 15 | 8  | 13 | 045:370 | +8    | 38:34  |
| 5.  | Ödemişspor      | 36  | 12 | 13 | 11 | 030:330 | −3    | 37:35  |
| 6.  | Kütahyaspor (N) | 36  | 13 | 10 | 13 | 023:250 | −2    | 36:36  |
| 7.  | Manisaspor      | 36  | 10 | 14 | 12 | 027:260 | +1    | 34:38  |
| 8.  | Yeşilova SK     | 36  | 9  | 16 | 11 | 027:280 | −1    | 34:38  |
| 9.  | Karşıyaka SK    | 36  | 11 | 12 | 13 | 034:380 | −4    | 34:38  |
| 10. | Adalet SK (N)   | 36  | 1  | 13 | 22 | 019:550 | −36   | 15:57  |

Platzierungskriterien: 1. Punkte – 2. Tordifferenz – 3. geschossene Tore – 4. Direkter Vergleich (Punkte, Tordifferenz, geschossene Tore)
| (A) | Absteiger aus der 2. Lig 1977/78       |
| (N) | Neuling aus der regionalen Amateurliga |